# إعاقة سياسية
اُستخدِم مصطلحا سباق الخيول والتنبؤ بنتائج سباق الخيول لوصف التغطية الإعلامية للانتخابات. ويشير هذان المصطلحان لأي خبر أو مقال ينصب تركيزه الأساسي على وصف حال مرشح معين أو عدد من المرشحين في الانتخابات، أي محاولة التنبؤ بالنتيجة النهائية. ويشمل ذلك الاقتراعات. وثمة خيط رفيع بين الأخبار التي يمكن أن ينطبق عليها هذا الوصف وتلك التي لا يمكن أن ينطبق عليها. على سبيل المثال، المقال الذي يصف السياسة الاقتصادية لمرشح ما فقط ليس مقالاً تنبؤيًا، أما المقال الذي يتناول غضب مجموعة معينة من المصوتين من السياسة الاقتصادية لمرشح ما يُعَد مقالاً تنبؤيًا.

## النقد الموجه للتغطية الإعلامية التنبؤية
يشير نقاد وسائل الإعلام الإخبارية إلى أن الأغلبية العظمى من المقالات التي تُنشَر خلال الانتخابات السياسية ينطبق عليها وصف «التنبؤ بنتائج سباق الخيول». وأوضح العديد من الانتقادات إلى الأسباب وراء كوّن هذه المقالات أمرًا سيئًا:
- يُقال إن مصادر الأخبار تنزع إلى استخدام الصحافة التنبؤية كحيلة لجذب الجماهير وتقييد الاقتراعات أثناء الدورات الانتخابية عن طريق تشويه المرشحين المراد فوزهم وتنشيط خوض المنافسات
- يرى البعض أن التغطية الإخبارية التنبؤية تتسبب فعليًا في تغيير المصوتين للمفاهيم التي لديهم بشأن مرشح ما في صورة حلقة مفرغة. على سبيل المثال، يمكن للاقتراع الذي يوضح حصول مرشح حزب ما على نسبة دعم منخفضة أن يثبط من همة أفراد آخرين من التصويت لهذا المرشح لتجنب تأثير تبديد الأصوات. ويزداد هذا التأثير عندما يكون لجهة إعلامية معينة وجهة نظر متحيزة يرغبون في التعبير عنها. تتشابه إحدى الطرق التي يمكن للجهة الإخبارية المتحيزة اتباع هذا الأسلوب من خلالها مع ما يُسمَى الأداة البلاغية، وهي الإشارة دون استشهاد لغضب الناخبين أو دعمهم لمسألة معينة.
- يرى البعض أن التغطية الإعلامية التنبؤية تفسد القضايا، لأن المقالات تتناول عادةً كيفية تفاعل المجمموعات مع خطاب ما أو عرض آخر يقدمه المرشح لقضية معينة، ولا يتسع لمناقشة وجهة نظر المرشح ذاتها.
- يسمح نمط المقالات التنبؤية باستخدام الكلمات المراوغة، ويُعَد ذلك أسلوبًا بارعًا للتعبير عن آراء الكاتب عن طريق التركيز على النقد أو المدح لمجموعة صغيرة أو مجهولة الهوية من المصوتين.
- يُشار إلى أن التغطية الإعلامية التنبؤية تشتت انتباه المصوتين عن القضايا المحيطة بالمرشحين عن طريق التأكيد على نتائج الاقتراعات، بغض النظر عن مدى موثوقيتها.

## وصلات خارجية
- Political Glossary: Horse Race
- In Defense of (the Right Kind of) Horse Race Journalism
- Hyping The Horse Race